# Lady Grey

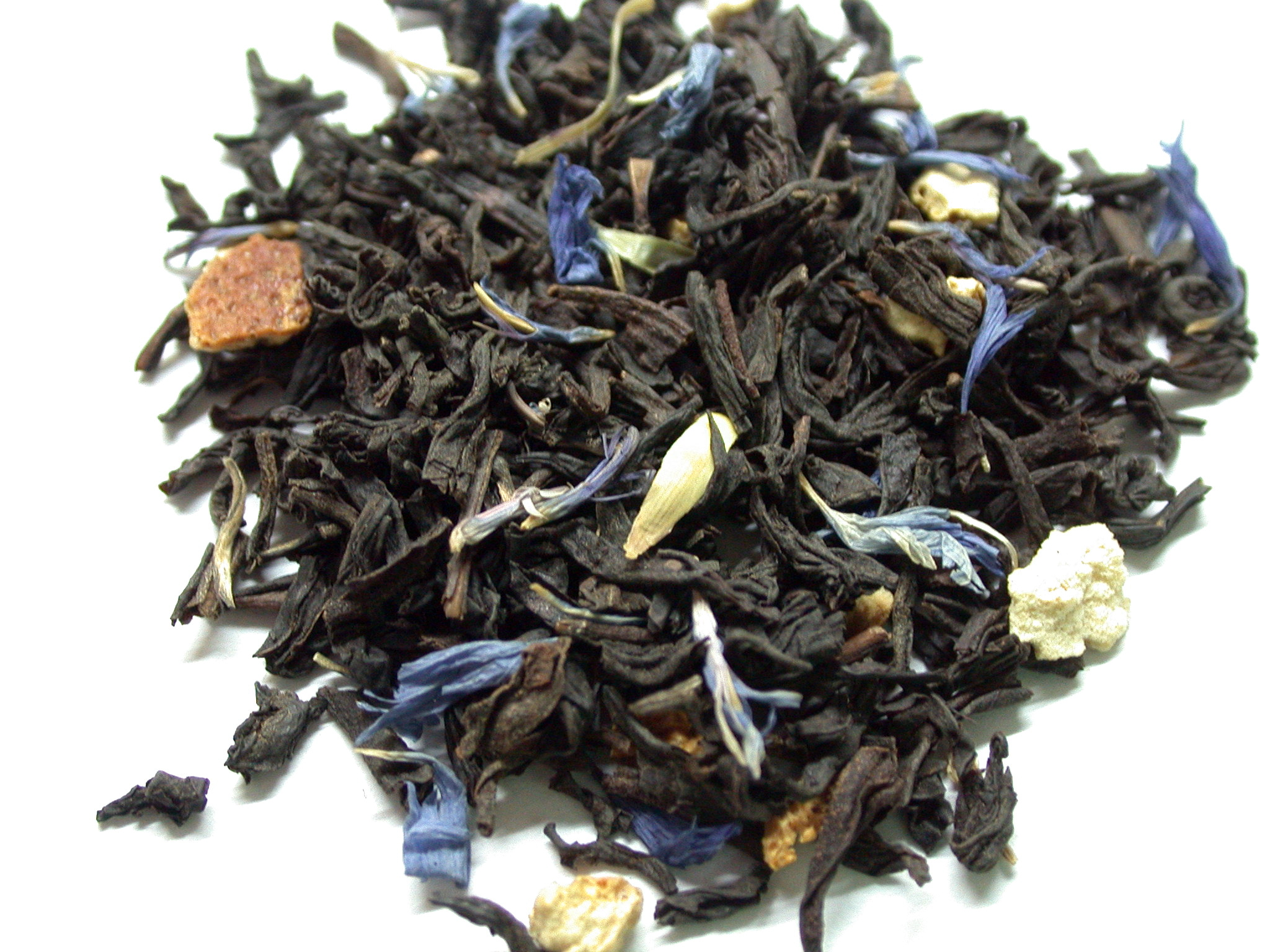
Hojas de té Lady Grey Twinings

El té Lady Grey es una variación más suave y aromática de la más famosa mezcla Earl Grey. Al igual que este último, fue creado por Twinings y también es una mezcla de té negro aromatizado con aceite de bergamota, pero en menor cantidad, y además incorpora cáscara de limón y de naranja amarga.

## Características
Puede tomarse sólo o incorporando leche o una rodaja de limón. Tiene un sabor dulce que no tiende a requerir mucho azúcar. Por su sabor cítrico resulta refrescante y puede tomarse frío, y al ser su sabor más suave que otros tés negros se le considera más apropiado para la tarde que para el desayuno.
Recibe su nombre en honor de Mary Elizabeth Grey, esposa de Charles Grey, 2.º Conde de Grey, quien a su vez dio nombre al té Earl Grey.
'Lady Grey' también es una marca registrada de Twinings. Su combinación contiene té negro, bergamota, naranja agria, limón, y aciano.